# Smart Blonde
Smart Blonde è un film del 1937 diretto da Frank McDonald.
La protagonista della storia, Torchy Blane, interpretata da Glenda Farrell, è un personaggio femminile molto popolare nei tardi anni trenta, quello di una reporter avventurosa, protagonista di film di serie B che erano un misto di commedia, azione, avventura e thriller. Altre interpreti di Torchy saranno Lola Lane e Jane Wyman.
Torchy Blane ha ispirato Jerry Siegel per il personaggio di Lois Lane (il cui nome deriva da una delle attrici interpreti di Torchy, Lola Lane), la giornalista collega di Clark Kent nelle storie di Superman.

## Produzione
Il film fu girato ai Warner Brothers Burbank Studios (4000 Warner Boulevard di Burbank).

## Distribuzione
Distribuito dalla Warner Bros. Pictures, il film uscì in sala il 2 gennaio 1937. Nel 2010, fu distribuito in DVD dalla Warner Home video e Turner Entertainment.